# Малый Харбей (река, впадает в Большой Харбейский Сор)
Малый Харбей — река в Приуральском районе Ямало-Ненецкого АО России. Длина реки 23 км. Впадает в озеро Большой Харбейский Сор (сток в Малую Обь через протоку Харбейскую).
Малый Харбей начинается при слиянии нескольких непостоянных ручьёв на высоте 248,3 м нум. Значительных притоков не имеет; в бассейне водотока находится ряд малых озёр. Течёт практически строго на юг.
По долине реки проходит грунтовая автомобильная дорога. В зимний период участок дороги входит в зимник, выходящий на лёд обских проток.
Бассейн реки граничит с бассейнами рек Харбей на западе и Сандибей на востоке.

## Данные водного реестра
По данным государственного водного реестра России относится к Нижнеобскому бассейновому округу, водохозяйственный участок реки — Обь от города Салехард и до устья, речной подбассейн реки — бассейны притоков Оби ниже впадения Северной Сосьвы. Речной бассейн реки — (Нижняя) Обь от впадения Иртыша.